# Платинаты
 Платина́ты (от платин- и суф. — ат) — группа химических соединений, соль платиновой кислоты.
Разделяется на бромоплатинаты, иодоплатинаты, фтороплатинаты, хлороплатинаты, цианоплатинаты.

## Примеры соединений
- Гексабромоплатинат(IV) аммония
- Гексабромоплатинат(IV) бария
- Гексабромоплатинат(IV) калия — комплексный бромид калия и платины с формулой K2PtBr6.
- Гексаиодоплатинат(IV) аммония
- Гексаиодоплатинат(IV) калия
- Гексаиодоплатинат(IV) натрия
- Тетрабромоплатинат(II) калия
- Тетранитроплатинат(II) натрия — комплексный нитрит металлов натрия и платины с формулой Na2[Pt(NO2)4].
- Тетрацианоплатинат(II) кальция
- Тетрацианоплатинат(II) аммония